# رولند (دهانه)
رولند یک دهانه برخوردی در ماه‌ است.

## دهانه‌های اقماری
این دهانه ۷ دهانه اقماری دارد.
| Rowland | عرض جغرافیایی | طول جغرافیایی | قطر          |
| ------- | ------------- | ------------- | ------------ |
| G       | ۵۷.۰° N       | ۱۵۹.۴° W      | ۱۸.۰ کیلومتر |
| K       | ۵۱.۴° N       | ۱۵۷.۱° W      | ۲۵.۰ کیلومتر |
| J       | ۵۳.۱° N       | ۱۵۵.۵° W      | ۴۹.۰ کیلومتر |
| M       | ۵۱.۹° N       | ۱۶۲.۴° W      | ۵۸.۰ کیلومتر |
| N       | ۵۵.۴° N       | ۱۶۳.۷° W      | ۳۰.۰ کیلومتر |
| R       | ۵۳.۷° N       | ۱۶۹.۵° W      | ۲۴.۰ کیلومتر |
| Y       | ۵۹.۱° N       | ۱۶۳.۰° W      | ۵۴.۰ کیلومتر |